# CLUSTERPRO
CLUSTERPRO（クラスタープロ）は、NECによる汎用オープン系高可用クラスターパッケージのこと。

## 機能概要
Linux,Solaris及びWindows NT系OSにおいて、各種アプリケーションを簡易なシェルによってラッピングし、クラスタ対応アプリケーションとして動作させる事が可能な高可用クラスターパッケージ。一般的なディスクハートビートと、その資源確保によるサバイバルノードの決定プリミィティブ（ロックディスク)を採用しており、確実なスプリットブレインシンドロームを抑止する機能を持つ。

## 経緯
90年代中頃、NECとしてUNIXサーバは自社サーバのUX/4800＆MC-SAVERによるクラスターとHP社からのOEMサーバ＆MC/ServiceGuardにより競争力を維持していたが、ビジネス上の牙城であるPC系サーバ(旧オフコンやミニコン)のMicrosoft Windows NT系OSに向け、同等の機能を持つクラスターパッケージを欲していた。
PC-9801時代から対IBMとして共闘的な関係にあり、関係の深いマイクロソフトからのクラスターサーバ (MSCS) が出される直前であったが、期待していた機能や信頼性が提供されない事で自社パッケージの開発に踏み切り、1996年10月にWindows NT 3.5用にVer1.0をリリースした。
当初はWindows向けに作成されたものであったが、機能的に商用UNIX用のクラスターパッケージに劣り、特に目立つ物ではなかった。
その後、NEC自体が商用UNIXの自社開発から手を引き、OEMしたHP-UXへの機能強化・ロバスト化、業界全体のLinuxへの傾注や汎用機技術のUNIX/Linuxミドルウェアへの転用という方針変更が行われ、Windows版と共に200年には、いち早くLinuxサポートへと動き出した。サーバ稼働環境として仮想環境が拡大するのに伴い2010年には仮想環境の無停止フェイルオーバーに対応した。クラウドでのIaaSが広がるにつれ各種クラウドサービスでのサポートも拡大している。
その動きの中で、MC-SAVERでの実装技術やMC/ServiceGuardでの運用経験などのオープンシステムの高可用ノウハウ(例えばデータベースやアプリケーションサーバを管理するエージェントをオプション提供)が取り込まれ、非常に競争力のあるパッケージとして実績を積み上げている。
元々、NECの自社ブランドサーバであるExpress5800シリーズでの動作をサポートしていたが、日立製作所/三菱電機/日本IBM/DELL/EMCといった他大手HWベンダがOEMにて販売しており、金融系でのLinuxクラスタパッケージの主流となっている。
この中で、日本IBMと日立は東芝のClusterPerfectとサイオステクノロジー（旧スチールアイテクノロジー）のLifeKeeperとの並列したマルチOEM体制で販売している。
そのため、日本国内では高可用クラスターパッケージとして、大きなシェアを確保している。
海外については英語版（おもにアメリカ、ヨーロッパ向け）と中国語版、韓国語版が存在するが、英語版については商標権の問題により商標名を「ExpressCluster」としている。中国語版、韓国語版はサムスンなどへのOEM製品がメインであり、NECの社名や「CLUSTERPRO」の名称を出していない場合もある。

## 製品名の遷移
- (ver4.xまで) ActiveRecoveryManager (あくてぃぶ りかばりー まねーじゃ)
- (ver5.0～8.0) CLUSTERPRO (くらすたーぷろ)
- (ver1.0＝旧ver9.0) CLUSTERPRO X (くらすたーぷろ えっくす)：10周年を記念して名称を一新
- CLUSTERPRO D (くらすたーぷろ でぃ)

## マスコット
くららとぷろろと言う、CLUSTERPRO の特徴が表現されているももんが親子のマスコットキャラクターがいる。
ノベルティグッズ等にデザインされていて、展示会等のイベント時には本人も登場することがある。